# تپه امامزاده کاظم ۱
تپه امامزاده کاظم ۱ در شهرستان بوئین‌زهرا، بخش آوج، روستای دشتک واقع شده و این اثر در تاریخ ۱۹ اسفند ۱۳۸۰ با شمارهٔ ثبت ۴۸۳۲ به‌عنوان یکی از آثار ملی ایران به ثبت رسیده است.